# باربرا غانز
باربرا غانز (بالإنجليزية: Barbara Ganz)‏ مواليد 28 يوليو 1964 في سويسرا، هي دراج سويسرية سابقة. سبق أن شاركت في دورة الألعاب الأولمبية الصيفية.

## روابط خارجية
- باربرا غانز على موقع أرشيف الدراجات (الإنجليزية)
- باربرا غانز على موقع أوليمبيديا (الإنجليزية)